# Les Experts : Préméditation
Les Experts : Préméditation (CSI: Deadly Intent) est un jeu vidéo développé par Telltale Games et édité par Ubisoft en 2009 sur Wii, Xbox 360, Nintendo DS, PC. Il est issu de la série télévisée Les Experts.
Le titre se présente comme un jeu d'investigation, où le joueur doit enquêter et récolter des indices. Le titre se focalise sur l'équipe de Las Vegas. Comme dans la saison 9 de la série, l'équipe compte sur le renfort du Dr Ray Langston.
La version DS s'appelle Les Experts : Préméditation - Affaires non classées.

## Système de jeu
Chaque enquête commence par une visite de la scène de crime afin de repérer les éventuelles preuves. À chaque découverte, on cherchera des détails avec les outils de la police scientifique. On retournera au laboratoire pour inspecter le corps ou lancer quelques analyses.
À la fin de l'enquête, on fait venir des suspects pour les interroger. Des interrogatoires où l'on peut planter sous le nez des accusés la preuve de leur mensonge.

## Accueil
- Adventure Gamers : 2/5 (PC)[1]
- Jeuxvideo.com : 13/20 (PC/Wii)[2] - 9/20 (DS)[3]